# Fort Hope (гурт)
Fort Hope - британський рок-гурт, що був сформований у 2013 році після розформування електро-рок-гурту
My Passion в 2012 році. Гурт випустив три ЕР та свій дебютний міні-альбом у травні, який зайняв 8-е місце у британському чарті рок та метал альбомів.

## Історія

### Формування та EP-релізи (2013-2014)
Після розпаду гурту My Passion, його колишні учасники Джон Гескін, Анде Д'Мелло, Саймон Роуландс та Джеймі Ніколс, котрі вирішили продовжити співпрацю разом, створили новий гурт, у якому був відсутній лише один учасник старого складу - вокаліст Лоренс Рене. Офіційно оголошеною датою створення вважається 13 січня 2013 року - день, коли вийшла їх перша пісня під назвою «Control». Вона вийшла в ефір на BBC Radio місяць потому. У квітні гурт вирушив у свій перший тур як підтримка для Fearless Vampire Killers по Великій Британії.
Перший альбом гурт випустив у тому ж році, коли вони випустили свій дебютний ЕР під назвою «The Future's In Our Hearts», який після онлайн-трансляції в червні став доступним для безкоштовного завантаження. Перший кліп хлопці зняли саме до пісні «Control». У листопаді вони випустили свій другий ЕР, якому дали назву «Choices».

### Courageта зміна складу (2014 - теперішній час)
У січні 2014 року гурт  вирушив у тур по Великій Британії разом з Max Raptor. Це був їх перший тур як хедлайнера, також було оголошено про співпрацю з LAB Records і про вихід нового альбому «Courage» 11 травня. У підтримку релізу гурт випустив офіційний відеокліп на пісню «The Rapture». У липні виходить новий відеокліп до пісні «New Life» і через місяць гурт дає виступ на Sonisphere Festival. Протягом всього листопада хлопці виступають як підтримка рок-гурту Mallory Knox разом з Френком Айєро та Moose Blood по Великій Британії. Саме в цей період Анде Д'Мелло йде з гурту.
7 листопада група випустила свій другий сингл «Plans» у підтримку свого третього релізу EP, названого на честь групи, датою виходу якого є 8 лютого 2015 року . Також вони випустили «Sick» як другий сингл у підтримку ЕР і відеокліп до пісні «Plans» за два дні до його виходу.

## Склад гурту

### Теперішній склад
- Джон Гескін - вокал, гітара, клавішні (2013 - дотепер)
- Джеймі Ніколс - ударні (2013 - дотепер)
- Саймон Роуландс - бас-гітара (2013 - дотепер)

### Колишні учасники
- Анде Д'Мелло - гітара, вокал (2013 - 2014)

## Дискографія

### Міні-альбоми
| Назва   | Деталі                                                                        | Найвища позиція у чартах |
| ------- | ----------------------------------------------------------------------------- | ------------------------ |
| Назва   | Деталі                                                                        | UK Albums Chart          |
| Courage | - Реліз: 11 травня 2014 року - Лейбл: LAB Records - Формати: CD, завантаження | 8                        |

### ЕР
| Назва                      | Деталі                                                                                |
| -------------------------- | ------------------------------------------------------------------------------------- |
| The Future's In Our Hearts | - Реліз: 24 червня 2013 року - Лейбл: випустили самостійно - Формати: CD              |
| Choices                    | - Реліз: 12 листопада 2013 року - Лейбл: випустили самостійно - Формати: завантаження |
| Fort Hope                  | - Реліз: 8 лютого 2015 року - Лейбл: LAB Records - Формати: CD, завантаження          |

### Сингли
| Назва     | Рік  | Альбом    |
| --------- | ---- | --------- |
| «Control» | 2013 | Courage   |
| «Plans»   | 2015 | Fort Hope |
| «Sick»    | 2015 | Fort Hope |

### Відеокліпи
| Назва         | Рік  | Альбом    |
| ------------- | ---- | --------- |
| «Control»     | 2013 | Courage   |
| «The Rapture» | 2014 | Courage   |
| «New Life»    | 2014 | Courage   |
| «Plans»       | 2015 | Fort Hope |